# Baseball-Reference.com
Baseball-Reference.com是一個紀錄美國職業棒球大聯盟歷史上每位球員棒球統計資料的網站，除了傳統的棒球統計數據，它也提供了賽伯計量學的一系列分析。

## 歷史
該網站創辦人，肖恩·福爾曼（Sean Forman），在愛荷華大學攻讀應用數學及計算科學博士學位時就開始開發該網站，在撰寫論文時，他同時也在撰寫關於賽伯計量學的文章，當時福爾曼的數據庫是根據Total Baseball系列的棒球百科全書。